# Емабуда
Емабуда (на шведски: Emmaboda) е град в лен Калмар, Югоизточна Швеция. Главен административен център на едноименната община Емабуда. Намира се на около 300 km на югозапад от столицата Стокхолм и на 57 km на югозапад от Калмар. Получава статут на търговски град (на шведски шьопинг) през 1930 г. ЖП възел, има летище. Населението на града е 4824 жители според данни от преброяването през 2010 г.